# Josef Zaunegger
Josef Zaunegger (26. ledna 1851 Vorchdorf – 29. března 1923 Grieskirchen), byl rakouský křesťansko sociální politik, na konci 19. a počátku 20. století poslanec Říšské rady, v poválečném období poslanec rakouské Národní rady.

## Biografie
Vychodil národní školu a gymnázium. Vystudoval univerzitu. Působil jako lékárník. Angažoval se v Křesťansko sociální straně Rakouska. V letech 1903–1919 byl náměstkem starosty Grieskirchenu. V letech 1890–1895 (a krátce opět v letech 1918–1919) byl také poslancem Hornorakouského zemského sněmu.
Na konci 19. století se zapojil i do celostátní politiky. Ve volbách do Říšské rady roku 1897 získal mandát v Říšské radě (celostátní zákonodárný sbor) za městskou kurii, obvod Wels, Lambach atd. Do parlamentu se vrátil ve volbách do Říšské rady roku 1907, konaných poprvé podle všeobecného a rovného volebního práva, kdy získal mandát v Říšské radě za obvod Horní Rakousy 5. Usedl do poslanecké frakce Křesťansko-sociální sjednocení. Mandát obhájil za týž obvod i ve volbách do Říšské rady roku 1911. Usedl do klubu Křesťansko-sociální klub německých poslanců. Ve vídeňském parlamentu setrval až do zániku monarchie. K roku 1911 se profesně uvádí jako lékárník, starosta a majitel realit.
V letech 1918–1919 zasedal jako poslanec Provizorního národního shromáždění Německého Rakouska (Provisorische Nationalversammlung).